# Auruncusok
Az auruncusok egy indoeurópai származású népcsoport volt, mely i. e. 1 évezredben élt Dél-Olaszországban. Az oszk nyelvet beszélték. Területük a volscusokétól délre, Roccamonfina dombvidékén volt, a Liri és Volturno folyók között. 
A auruncusokat gyakorta összetévesztik az ausonokkal, akik azonban a Tirrén-tenger partján éltek. 
A római leírások szerint az auruncusok dombtetőre épített, jól védhető falvakban éltek. A rómaiak csak i. e. 313 után, a szamniszi háborúk után hódították meg őket.
Sessa Aurunca városa a népcsoport után kapta nevét.

## Fordítás
- Ez a szócikk részben vagy egészben  az   Aurunci című angol Wikipédia-szócikk ezen változatának fordításán alapul.  Az eredeti cikk szerkesztőit annak laptörténete sorolja fel. Ez a jelzés csupán a megfogalmazás eredetét és a szerzői jogokat jelzi, nem szolgál a cikkben szereplő információk forrásmegjelöléseként.